# Linan mulunensis
Linan mulunensis – gatunek chrząszcza z rodziny kusakowatych i podrodziny marników. Występuje endemicznie w Chinach.
Gatunek ten opisali po raz pierwszy w 2018 roku Zhang Yuqing, Li Lizhen i Yin Ziwei na łamach ZooKeys. Jako miejsce typowe wskazano Rezerwat przyrody Mulun w prefekturze miejskiej Hechi, w chińskim regionie Kuangsi. Holotyp zdeponowano w Zbiorze Owadów Shanghai Shifan Daxue. Epitet gatunkowy pochodzi od miejsca typowego.
Chrząszcz ten osiąga od 2,75 do 2,78 mm długości i od 0,93 do 0,95 mm szerokości ciała. Głowa jest nieco dłuższa niż szeroka. Policzki są bocznie rozszerzone. Oczy złożone buduje u samca około 33 omatidiów. Czułki buduje jedenaście członów, z których trzy ostatnie są powiększone, u obu płci niezmodyfikowane. Przedplecze jest tak szerokie jak długie. Pokrywy są znacznie szersze niż dłuższe. Zapiersie (metawentryt) u samców ma długie, zwężone u wierzchołków, zaopatrzone w krótkie guzki wyrostki. Odnóża przedniej pary mają niezmodyfikowane krętarze i uda oraz po niewielkim kolcu na szczycie goleni. Odnóża pary środkowej mają niezmodyfikowane krętarze i uda. Tylna para odnóży ma na spodach bioder po tępym wyrostku. Genitalia samca mają asymetryczny i u szczytu zwężony płat środkowy edeagusa i silnie zakrzywione w widoku bocznym paramery.
Owad ten jest endemitem Chin, znanym tylko z miejsca typowego w regionie Kuangsi. Spotykany był na rzędnych 460 m n.p.m. Zasiedla ściółkę w lasach mieszanych.